# Formlabs
Formlabs Inc. è un'azienda statunitense che sviluppa e commercializza Stampanti 3D.
La società è stata fondata a Somerville, Massachusetts da tre ex studenti del MIT nel settembre 2011,  con l'obiettivo di commercializzare Stampanti 3D con tecnologia SLA. Il primo prodotto, la Form 1, è stata lanciata sul mercato grazie ad una campagna di crowd funding sulla piattaforma Kickstarter, raggiungendo la quota di 2,95 milioni di €. A partire dal 2017, con l'introduzione del modello Fuse 1, Formlabs aggiunge la tecnologia SLS ai suoi prodotti.
La società è stata denunciata dalla 3D Systems per la violazione del brevetto USA 5597520 relativo alla stereolitografia utilizzato nella stampante Form 1.
Oltre alla sede principale situata in Massachusetts, Formlabs ha una sede europea a Berlino.
L'azienda è la prima società legata alla stampa 3D a raggiungere lo stato di "unicorn", ovvero startup con un valore superiore ad un miliardo di dollari.

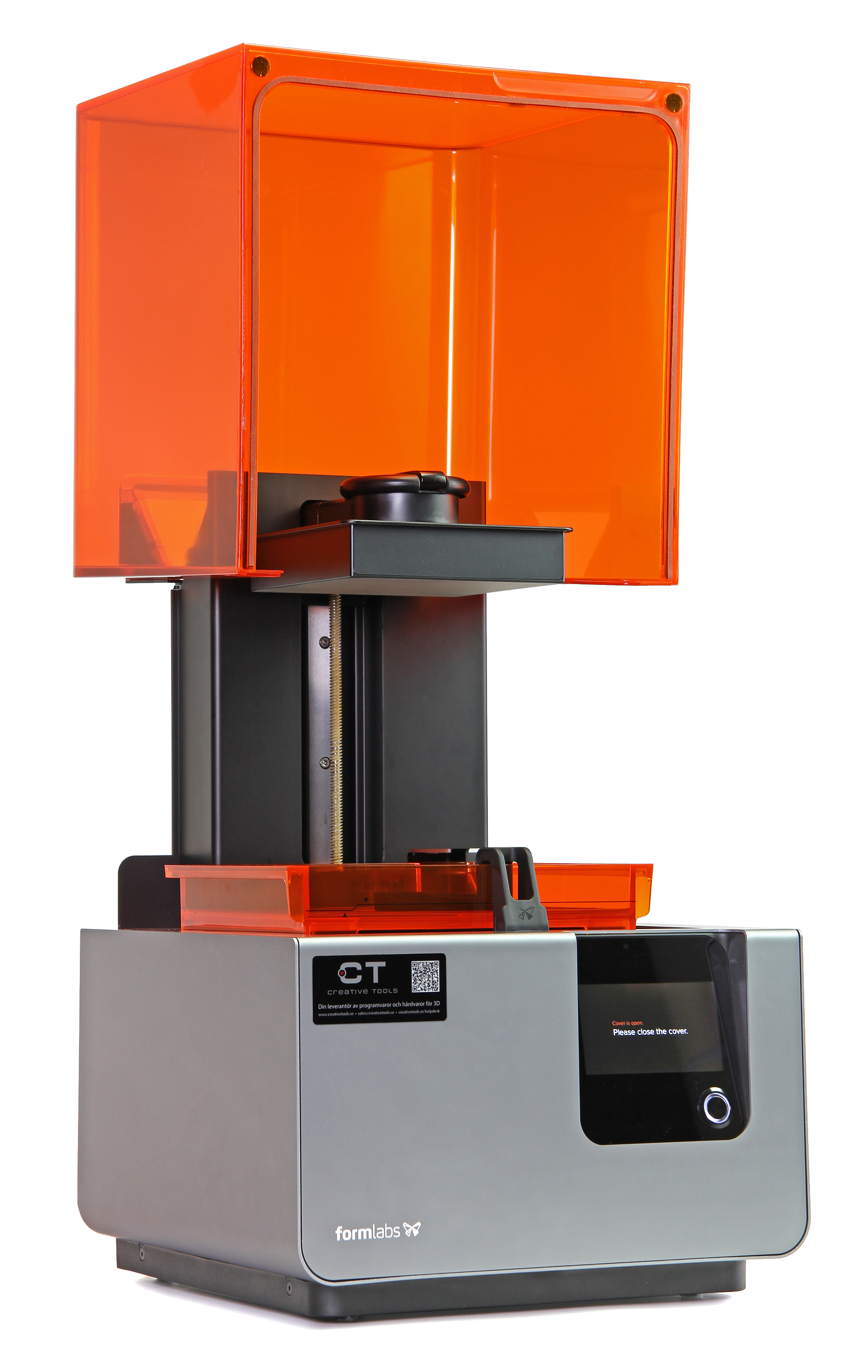
Formlabs Form 2

La storia dei primi passi dell'azienda è raccontata nel documentario prodotto da Netflix Print the Legend.

## Prodotti
- Form 1: Stampante SLA lanciata tramite la campagna di crowd funding su Kickstarter
- Form 1+: Versione aggiornata della Form 1, che soffriva di problemi legati ai galvanometri utilizzati per movimentare il fascio laser che solidifica la resina liquida.
- Form 2: Versione del 2015 dotata di un volume di stampa maggiore. Con l'introduzione di questo modello Formlabs introduce un sistema di cartucce di resina che permettono di semplificare il processo di stampa.
- Form Wash e Form Cure: Rilasciati nel 2017 questi due prodotti permettono di effettuare un post processo delle parti stampate. Il primo prodotto utilizza Alcol isopropilico per lavare le parti, mentre il secondo utilizza un led UV (405 nm) per completare la solidificazione (curing) delle parti stampate.
- Fuse 1: Annunciata nel 2017 è la prima macchina di Formlabs che impiega la tecnologia SLS.
- Fusecell: Sistema automatizzato per la produzione continua tramite l'impiego di macchine Form 2.
- Form 3: Versione presentata nel 2019, con volume di stampa incrementato rispetto alla Form 2, utilizzante la tecnologia proprietaria LFS (Low Force Stereolitography)
- Form 3 B: Versione appositamente studiata per il settore dentale che impiega resine biocompatibili.
- Form 3 L: Versione "Large" della Form 3.
- Form 3+: la versione aggiornata e migliorata della Form 3. Uscita a fine 2021.
- Preform: Software di slicing proprietario, compatibile con tutti i modelli di Formlabs, in grado di orientare le parti da stampare in maniera ottimale e di generare automaticamente i supporti richiesti.
- Materiali: Formlabs commercializza diversi tipi di resine, utilizzabili per diversi settori di applicazione.